# Yūhei Ono
Yūhei Ono (japanisch 小野 雄平 Ono Yūhei; * 1. Juli 1985 in der Präfektur Osaka) ist ein ehemaliger japanischer Fußballspieler.

## Karriere
Ono erlernte das Fußballspielen in der Jugendmannschaft von Tokyo Verdy. Seinen ersten Vertrag unterschrieb er 2004 bei den Tokyo Verdy. Der Verein spielte in der höchsten Liga des Landes, der J1 League. 2004 gewann er mit dem Verein den Kaiserpokal. Am Ende der Saison 2005 stieg der Verein in die J2 League ab. Für den Verein absolvierte er drei Ligaspiele. Im Juli 2006 wechselte er zum Zweitligisten Tokushima Vortis. Für den Verein absolvierte er sieben Ligaspiele. 2007 wechselte er zu Fagiano Okayama. Am Ende der Saison 2008 stieg der Verein in die J2 League auf. Danach spielte er bei den Fukushima United FC und Grulla Morioka.

## Erfolge
Tokyo Verdy
- Kaiserpokal

Sieger: 2004